# Cajtgajst (pokret)
Pokret Cajtgajst (engl. The Zeitgeist Movement,   - duh vremena) je organizacija čiji je cilj povećanje svesti društva o globalnim promenama i dešavanjima u svetu u cilju postizanja boljeg i ravnopravnijeg društva. Cajtgajst opisuje sebe kao „organizaciju za samostalnu održivost“ i vidi sebe kao zajednicu ljudi koji imaju potrebu da menjaju trenutni nepovoljni društveni poredak putem edukacije i obrazovanja. Pokret Cajtgajst je inspirisan socijalnim odgovorom Pitera Džozefa u filmovima Duh vremena i Zeitgeist: Addendum

## Koncept pokreta Cajtgajst
Glavni koncept pokreta je da svi svetski resursi, kao što su hrana i utočište, potrebe kao što su odmor i prevoz, treba da budu zajedničko nasleđe celog sveta.
Članovi pokreta Cajtgajst veruju da novac sprečava napredak i da monetarni sistem može samo da proizvodi dug koji bankari koriste da drže narode u finansijskom ropstvu.

### Ključne Tačke
Ne postoje Političari: Svaki građanin će moći slobodno da interveniše u politici svoje zemlje kroz direktne demokratije, čime se izbegava mogućnost korupcije Vlade.
Ne postoji Novac: Novac stvara institucije koje su prinuđene da se zaštite tako što blokiraju napredak (Federal Reserve), obrazac pozajmljivanje/kamata i razni krediti su sve funkcije ovog nesavršenog sistema koji stvara beskonačni dug i zaduživanje, što dovodi do potrebe za sve više rada, sve manje slobodnog vremena da bi se vratili dugovi. Proces se zove "ciklična potrošnja".
Automatizacija: Automatizacija je produktivnija od ljudskog rada i oslobađa čovečanstvo od monotonog posla.
Veštačka Inteligencija: Mašine su potrebne da bi donele objektivne odluke, dok su ljudska podložna raznim uticajima, željama i predrasudama. Mašine su potrebne da bi sačuvale informacije, dok je čovekova memorija ograničena.
Ne postoji Vlasništvo: Vlasništvo je neefikasano i neodrživo,ukida se u korist univerzalnog pristupa resursima, koje će biti omogućeno kroz obilje robe i usluga, čime se eliminiše potreba da se poseduje nešto.
Ujedinjavanje globalne tehnologije: Tehnologija na globalnom nivou je u stanju da nadgleda resurse planete u realnom vremenu. Svesno i efikasno korišćenje tehnologije na taj način dovodi do rešavanja problema u svetu.
Naučna metoda: Opšte upravljanje planete bi moglo biti vezano za metodologiju, a ne za pojedince (vođe, političare i bankare). To bi dovelo do odlučivanja naučnom metodom, a ne pretpostavkama.

## Spoljašnje veze
- Zvanična stranica pokreta u Srbiji
- Z-Day 2010